# Седем (филм)
Вижте пояснителната страница за други значения на Седем.
„Седем“ (на английски: Seven) е американски криминален трилър филм от 1995 г. на режисьора Дейвид Финчър.

## Сюжет
Внимание:  Текстът по-долу разкрива сюжета на произведението (или части от него)!
Двама полицаи се опитват да хванат сериен убиец, който избира жертвите си в съответствие със специална „ключ“…

## Актьорски състав
| Актьор          | Роля               |
| --------------- | ------------------ |
| Морган Фрийман  | Уилям Сомърсет     |
| Брад Пит        | Дейвид Милс        |
| Гуинет Полтроу  | Трейси Милс        |
| Кевин Спейси    | Джон Доу           |
| Роналд Лий Ърми | полицейски капитан |
| Джон Макгинли   | командир на SWAT   |
| Ричард Раундтри | Мартин Талбът      |
| Ричард Шиф      | Марк Суор          |

## Награди и номинации
| Награда                              | Категория                             | Номиниран(и)                          | Резултат  |
| ------------------------------------ | ------------------------------------- | ------------------------------------- | --------- |
| Награди на филмовата академия на САЩ | Най-добър филмов монтаж               | Най-добър филмов монтаж               | номинация |
| Награда на БАФТА                     | Най-добър оригинален сценарий         | Андрю Кевин Уокър                     | номинация |
| Сатурн                               | Най-добър сценарий                    | Андрю Кевин Уокър                     | награда   |
| Сатурн                               | Най-добър грим                        | Най-добър грим                        | награда   |
| Сатурн                               | Най-добър екшън или приключенски филм | Най-добър екшън или приключенски филм | номинация |
| Сатурн                               | Най-добър режисьор                    | Дейвид Финчър                         | номинация |
| Сатурн                               | Най-добър актьор                      | Морган Фрийман                        | номинация |
| Сатурн                               | Най-добра актриса в поддържаща роля   | Гуинет Полтроу                        | номинация |
| Сатурн                               | Най-добра музика                      | Хауърд Шор                            | номинация |
| Емпайър                              | Най-добър филм                        | Най-добър филм                        | награда   |
| Емпайър                              | Най-добър актьор                      | Морган Фрийман                        | награда   |